# 2,2,3-triclorobutano
El 2,2,3-triclorobutano es un compuesto orgánico de fórmula molecular C4H7Cl3. Es un haloalcano lineal de cuatro carbonos en el cual dos átomos de cloro están unidos al carbono 2 y un tercer cloro lo está al carbono 3 de la cadena carbonada. Este último carbono es asimétrico, por lo que existen dos enantiómeros (R y S) de este compuesto.

## Propiedades físicas y químicas
El 2,2,3-diclorobutano es un líquido cuyo punto de ebullición es 142 °C y su punto de fusión -6 °C.
Posee una densidad significativamente mayor que la del agua, ρ = 1,253 g/cm³.
El valor estimado del logaritmo de su coeficiente de reparto, logP = 2,38, revela que es más soluble en disolventes apolares que en disolventes polares; es muy poco soluble en agua, en proporción de 60 mg/L aproximadamente.

## Síntesis
La cloración de 2-buteno o de butano a temperaturas comprendidas entre 30 °C y 500 °C tiene la desventaja de que genera cantidades muy pequeñas de 2,2,3-triclorobutano, solo como subproducto, a menudo mezclado con otros triclorobutanos. Por ello, el 2,2,3-triclorobutano se prepara en varias etapas. Primero tiene lugar la combinación aditiva de cloro con 2-buteno para dar 2,3-diclorobutano, el cual es deshidroclorinado formándose 2-cloro-2-buteno; este, tras una nueva cloración, da lugar al 2,2,3-triclorobutano. Con este procedimiento, el 2,2,3-triclorobutano se obtiene con un rendimiento en torno al 70%, pero también se forma, aunque en menor proporción, 1,2,3-triclorobutano.
La deshidrocloración de 2,3-diclorobutano puede llevarse a cabo en contacto con un catalizador de BaCl/carbón activo, lo que aumenta el rendimiento al 77%.
El uso de radiación ultravioleta acelera la reacción, siendo también conveniente diluir el cloro y el 2-buteno en un disolvente orgánico, que puede ser el propio 2,3-diclorobutano formado a lo largo del proceso y que se puede convertir en 2,2,3-triclorobutano.
Otra vía para producir 2,2,3-triclorobutano es por cloración de 2,2-diclorobutano, obteniéndose como subproducto 1,3,3-triclorobutano. Nuevamente el uso de luz ultravioleta acelera la reacción por la activación del cloro.

## Usos
El 2,2,3-triclorobutano sirve para preparar cloropreno (2-cloro-1,3-butadieno) directamente por pirólisis. Este compuesto se emplea como monómero en la fabricación de elastómeros sintéticos de interés comercial.
También puede emplearse como disolvente en la elaboración de plaguicidas naftalénicos policlorinados, así como en la limpieza y teñido de fibras sintéticas.